# Motarzyno (stacja kolejowa)
Motarzyno – zlikwidowana stacja kolejowa w Motarzynie, w województwie pomorskim, w Polsce. Stacja znajdowała się przy nieczynnej linii kolejowej ze Słupska do Budowa.